# Ignasi Mundó i Marcet
Ignasi Mundó i Marcet (Barcelona, 6 de gener de 1918 - Barcelona, 7 de juny de 2012) fou un pintor català. És el germà de l'historiador Anscari Manuel Mundó i Marcet (1923-2012).
Va estudiar a l'escola de la Llotja. Fou deixeble informal de Joaquim Mir i Manolo Hugué. Entre 1945 i 1948 va marxar a viure a París, on entra en contacte amb Georges Braque i Desnoyers. Va exposar la seva obra, influenciada inicialment pel postimpressionisme i més endavant pel fauvisme, amb regularitat a les principals capitals europees com Barcelona, París, Roma o Madrid. A Barcelona exposà principalment a la Sala Parés. Actualment es poden trobar obres de l'artista al Museu Abelló de Mollet del Vallès, entre altres museus de Catalunya.

## Premis i reconeixements
- 1958 - Medalla Cézanne[3]
- 1959 - Premi Ciutat de Terrassa
- 1966 - Premi Sant Jordi
- 1967 - Premi Ciutat de Barcelona